# Зевс (передатчик)

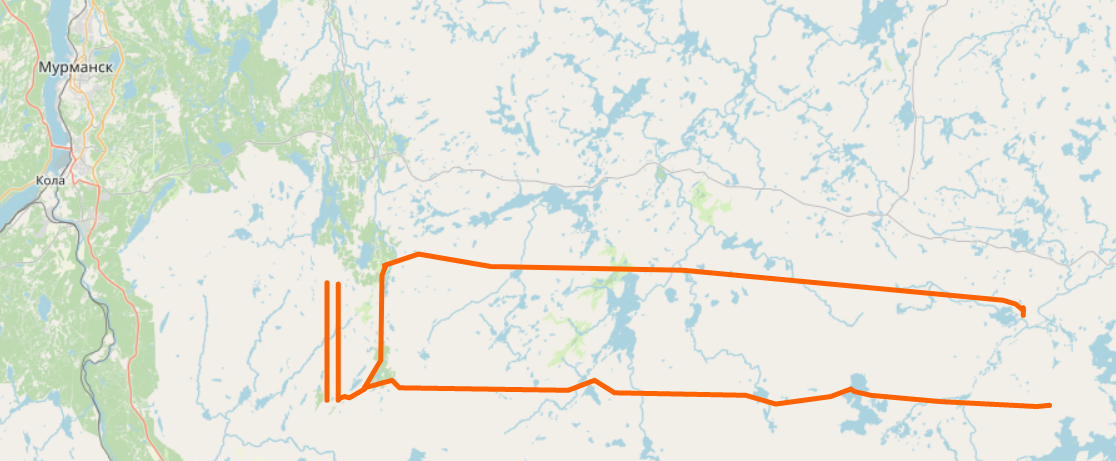
Антенная система «Зевс» по данным OpenStreetMap

«Зевс» («ЗЕВС») — кодовое название объекта (передатчика) радиосвязи ВМФ России для передачи сообщений подводным лодкам, находящимся в погружённом состоянии в океанских глубинах или под арктическими льдами. Расположен на Кольском полуострове. Передача сообщений осуществляется на несущей частоте около 82 Гц.

## Разработка
Разработка передатчика «Зевс» относится к концу 1960-х и началу 1970-х годов. Принятые к тому времени на вооружение в СССР атомные подводные лодки могли длительное время оставаться под водой и совершать в таком положении практически кругосветные плавания. В этих условиях важной задачей была необходимость передачи команд в любую точку мирового океана на корабли, находящиеся на глубине в десятки и первые сотни метров. Решением этой задачи стало создание системы радиосвязи на сверхнизких частотах (СНЧ). Несущая частота такой системы должна была быть достаточно низкой, чтобы проходящее через толщу воды электромагнитное излучение ослаблялось на требуемой глубине как можно в меньшей степени. В СССР для передатчика «Зевс» была принята частота 82 Гц. В США подобный передатчик для радиосвязи на СНЧ, Project Sanguine, имел частоту 76 Гц.
Особенностью радиосвязи на СНЧ является то, что электромагнитное поле с частотой ниже 100 Гц распространяется в дальней зоне с малым затуханием — порядка 1,5 дБ/1000 км. Электромагнитная волна, распространяясь в волноводе, образованном поверхностью Земли и слоем ионосферы, проникает в стенки этого волновода на тем большую глубину, чем больше длина волны. От подобного американского передатчика сигналы регистрировались в мировом океане на глубине до 100 м и на удалении до 10 000 км. Однако для радиосвязи на СНЧ требуется передающая антенна протяжённостью в десятки километров, а низкий КПД антенны требует применения мощного передатчика, и при этом может быть обеспечена лишь односторонняя связь. Одним из требований, определивших расположение объекта на мурманском блоке земной коры на территории Кольского полуострова, было то, чтобы место размещения антенны представляло собой плохо проводящее, достаточно однородное основание.
Разработка и создание передатчика «Зевс» были связаны с решением целого ряда нестандартных теоретических и инженерных задач. В работе принимали участие: Центр управления дальней оперативной связью ВМФ, НПО им. Коминтерна (ныне Российский институт мощного радиостроения, РИМР), НИИ постоянного тока, Институт земной коры и НИИФ имени В. А. Фока Санкт-Петербургского государственного университета, Нижегородский радиофизический институт и другие учреждения. Строительство было завершено в 1985 году, а с 1986 года осуществлялось решение задач боевого дежурства. Все работы и действующий объект находились под строжайшим секретом, поэтому подробности создания долгое время не публиковались в открытой печати.

## Технические характеристики
Объект включает в себя два разнесённых на 10 км радиопередающих модуля — основной и резервный, каждый со своей антенной особой конструкции (en:Ground dipole). Антенны расположены параллельно, в направлении с запада на восток. К антенному устройству относятся два больших заземляющих электрода, проникающих глубоко в землю, и подключённая к этим электродам антенная линия, подобная воздушной линии электропередачи, длиной около 60 км. Из-за подземных скальных образований с низкой проводимостью токи от антенной линии вынуждены распространяться как можно глубже, через больший объём породы, образуя огромный замкнутый контур, при этом часть суши между заземляющими электродами и в их окрестности работает как антенна. Передатчик подключается в разрыв между одним из концов антенной линии и заземляющим электродом. Для компенсации индуктивной составляющей импеданса такой антенны передатчик подключается к ней через ёмкостное согласующее устройство, представляющее собой установку из мощных конденсаторов, переключаемых в зависимости от рабочей частоты. Обеспечена возможность совместной работы радиопередающих модулей в синфазном режиме, при этом мощность электромагнитного излучения удваивается.
Радиопередающие модули расположены на 68°48′48″ с. ш. 33°45′06″ в. д. и 68°42′59″ с. ш. 33°42′28″ в. д., соответственно. От них идут электрические линии, заканчивающиеся на 68°46′44″ с. ш. 35°09′06″ в. д. и 68°42′04″ с. ш. 35°12′52″ в. д., соответственно. Характерный рисунок отображён на спутниковом снимке.
Основные параметры радиопередающего модуля по состоянию на 1990-е годы (из источников, описывающих гражданское применение):
- ток в антенне 200—300 А;
- мощность 2,5 МВт;
- рабочий диапазон частот от 30 до 200 Гц.

По результатам анализа измерений, проведённых американскими исследователями в 1990 году в разных частях мирового океана, в том числе в районе Антарктиды, сделан вывод, что сигнал российского передатчика «Зевс» на частоте 82 Гц в сравнении с американским передатчиком (76 Гц) оказался мощнее примерно на 10 дБ.

## Модуляция и кодирование
По данным зарубежных источников, передатчик «Зевс» посылал сообщения, используя метод частотной манипуляции с минимальным сдвигом частоты (англ. Minimal Shift Keying). Наибольший наблюдаемый при этом сдвиг частоты не выходил из диапазона от 81,0 до 83,3 Гц. Например, в 2000 году в Италии были зарегистрированы последовательные посылки с частотами 81,6 Гц в течение 8 минут и 82,7 Гц в течение 4 минут. Интересно, что в начале 1990-х годов несколько раз наблюдалась работа передатчика в телеграфном режиме с использованием азбуки Морзе, при помощи амплитудной манипуляции. Разумеется, длительности «точек» и «тире» были значительно больше, чем в обычном телеграфном режиме при приёме на слух.
Канал радиосвязи с указанными выше параметрами частотной манипуляции имеет очень низкую скорость передачи данных. Это, в сочетании с высоким уровнем естественных шумов на применяемых частотах, предъявляет особые требования к способам кодирования передаваемых сообщений. По имеющимся оценкам, передача одной трёхбуквенной кодовой группы может идти в течение 15 минут.

## Гражданское применение
С начала 1990-х годов проблема секретности отпала — работа объекта могла прослушиваться западными спецслужбами, а его расположение просматривалось космическими аппаратами. Немаловажными на тот момент оказались вопросы конверсии военных технологий в гражданскую сферу для решения мирных, народно-хозяйственных задач. Это направление поддержал академик РАН В. А. Котельников, долгое время возглавлявший научный совет РАН по комплексной проблеме «Радиофизические методы исследования морей и океанов». К народно-хозяйственным задачам можно отнести: изучение глубинного строения Земли, нефтегазоносных слоёв, мониторинг землетрясений и лунно-солнечных приливных явлений, совершенствование методики и техники возбуждения и регистрации радиосигналов СНЧ, решение проблем экологии среды.

## Современное состояние
По состоянию на 2012 год объект представляет собой развитый комплекс радиопередающих устройств различного назначения в диапазоне частот от ультракоротких до сверхдлинных волн, что позволяет не только передавать сигналы боевого управления на подводные лодки, находящиеся на глубине, но и осуществлять руководство всеми силами ВМФ.